# John Richardson (actor)
John Richardson (Worthing, 19 de enero de 1934 - Londres, 5 de enero de 2021) fue un actor inglés que apareció en películas desde finales de los años cincuenta hasta principios de los noventa. Fue un protagonista masculino en películas de género italianas, en particular en La máscara del demonio (1960) de Mario Bava con Barbara Steele, pero fue más conocido por interpretar el interés amoroso de Ursula Andress en La diosa de fuego (1965) y luego de Raquel Welch en One Million Years B.C. (1966).

## Carrera
Richardson nació el 19 de enero de 1934 en Worthing, Sussex Occidental. Sirvió en la Marina mercante británica durante la guerra de Corea. Inicialmente no tenía ningún deseo de ser actor, pero cuando dejó el servicio, su apariencia lo vio recibir una oferta para aparecer en una obra de un grupo de teatro amateur local en su ciudad natal. Le gustó y empezó a trabajar para varias compañías de repertorio en Gran Bretaña.
Fue descubierto por un cazatalentos de 20th Century Fox que lo contrató. Esto duró dos años pero hizo poco.
Tuvo algunos pequeños papeles en películas para Rank Organisation, incluidos A Night to Remember (1958), Sapphire (1959) y The 39 Steps (1959).
Su primer papel destacado fue en la película de terror gótica italiana, La máscara del demonio (1960), dirigida por Mario Bava, protagonizada por la también actriz británica Barbara Steele. Richardson permaneció en Italia para un papel secundario en la película de espadachínes Piratas de Isla Tortuga (1961). De regreso a Gran Bretaña, tuvo papeles menores en Suave es la noche (1962) y Lord Jim (1965).

### Primer actor

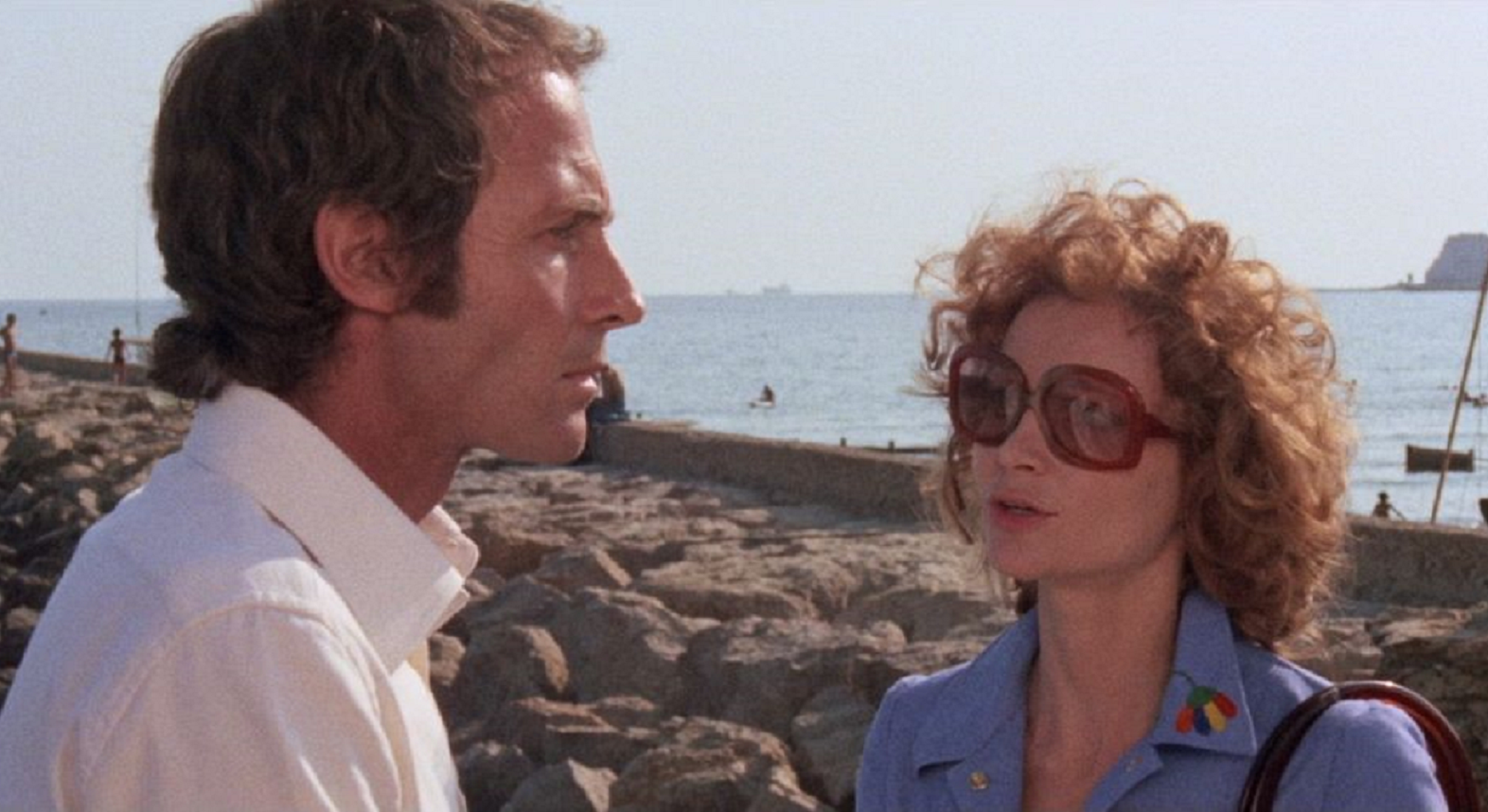
Richardson y Martine Brochard en una escena de El ojo en la oscuridad (1975).

El gran avance de Richardson se produjo cuando Ray Stark lo vio en las oficinas de Seven Arts Productions y lo eligió como protagonista masculino en La diosa de fuego (She, 1965), que estaban coproduciendo con Hammer Films. La película fue un gran éxito. Richardson fue el único actor que repitió su papel en la secuela, The Vengeance of She (1968), pero esa película fue un fracaso.
Hammer y Seven Arts utilizaron a Richardson nuevamente para apoyar a otra estrella femenina, esta vez Raquel Welch en One Million Years B.C. (1966). Fue otro gran éxito.
Al regresar a Italia, Richardson protagonizó los spaghetti westerns, John the Bastard (1967) y Ejecución (1968), y un papel secundario en El cinturón de castidad (1967).
A finales de la década de 1960, fue considerado para el papel de James Bond en On Her Majesty's Secret Service (1969), cuando Sean Connery abandonó la franquicia por primera vez, pero perdió ante George Lazenby.
Richardson y su esposa, la actriz inglesa Martine Beswick, se mudaron a Hollywood en 1968. Richardson tuvo un papel secundario en Vuelve a mi lado (1970) como un inútil que es seducido por el personaje de Barbra Streisand, Melinda, pero finalmente la abandona.
Richardson y Beswick se divorciaron en 1973. Ese año, Richardson volvió a radicarse en Italia y apareció en algunas películas de giallo: Torso - Violencia carnal (1973), El ojo en la oscuridad (1975), El vicio tiene medias negras (1975), Nove ospiti per un delitto (1977) y Murder Obsession (Follia omicida) (1981). Sus otras películas de la época incluyen; Pato a la naranja (1975) una comedia y Cosmos: La guerra de los planetas (1977) una película de ciencia ficción.

## Muerte
Richardson murió de COVID-19 el 5 de enero de 2021, a los 86 años, durante la pandemia de COVID-19 en el Reino Unido.

## Filmografía seleccionada
- A Night to Remember (1958) - Valet (sin acreditar)
- Bachelor of Hearts (1958) - Robin
- Operation Amsterdam (1959) - Teniente Williams (sin acreditar)
- Los 39 escalones (1959) - Invitado de la casa (sin acreditar)
- Sapphire (1959) - Estudiante (sin acreditar)
- The Heart of a Man (1959) - Oficial (sin acreditar)
- La máscara del demonio (1960) - Dr. Andre Gorobec
- Piratas de Isla Tortuga (1961) - Percy
- Suave es la noche (1962) - Joven siendo fotografiado (sin acreditar)
- Lord Jim (1965) - El marinero (sin acreditar)
- La diosa de fuego (1965) - Leo
- One Million Years B.C. (1966) - Tumak
- El aventurero de Guaynas (1966)
- El cinturón de castidad (1967) - Dragone
- John the Bastard (1967) - John Donald Tenorio
- Encrucijada para una monja (1967) - Dr. Pierre Lemmon
- The Vengeance of She (1968) - Killikrates
- Ejecución (1968) - Bill Coler / John Coler
- Un sudario a la medida (1969) - Nick Warfield / André Jarvis / Riquelli
- Vuelve a mi lado (1970) - Robert Tentrees
- Frankenstein '80 (1972) - Karl Schein
- Torso - Violencia carnal (1973) - Franz
- Anna, quel particolare piacere (1973) - Lorenzo Viotto
- L'albero dalle foglie rosa (1974) - Andrea (padre de Marco)
- Un verano para recordar (1974) - Vittorio
- El ojo en la oscuridad (1975) - Mark Burton
- El vicio tiene medias negras (1975) - Inspector Lavina
- Pato a la naranja (1975) - John Hardy
- 4 minuti per 4 miliardi (1976) - Francesco Vitale
- Nove ospiti per un delitto (1977) - Lorenzo
- Cosmos: La guerra de los planetas (1977) - Capitán Fred Hamilton
- Canne mozze (1977) - Michele
- Cosmo 2000 - Battaglie negli spazi stellari (1978) - Capitán Mike Layton
- Febbre a 40! (1980) - Harry Petersen
- Paradiso Blu (1980) - Kris
- Murder Obsession (Follia omicida) (1981) - Oliver
- Scuola di ladri - Parte segunda (1987) - Il ricco gondoliere
- La chiesa (1989) - Arquitecto
- Milner (1994, película para televisión) - Edward (papel final)